# Шерифы в США

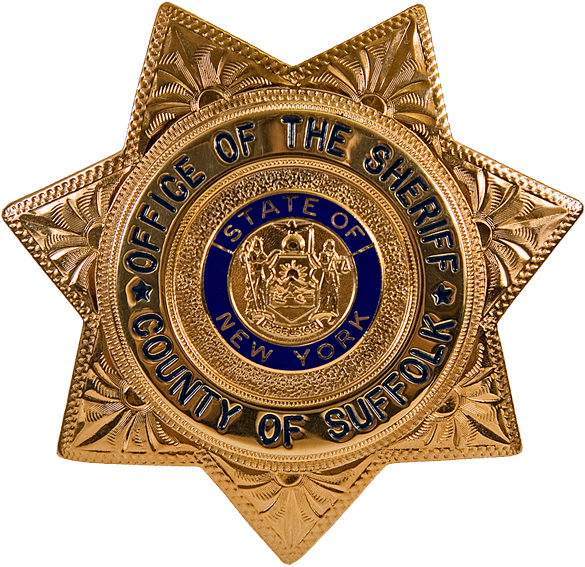
Значок управления шерифа округа Саффолк штата Нью-Йорк

В Соединённых Штатах шерифом является начальник правоохранительных органов округа. Шерифы обычно либо избираются населением, либо назначаются выборным органом.
Обязанности шерифов и их агентств значительно различаются в зависимости от округа. Офисы шерифа, как правило, отвечают за содержание тюрем, обеспечение безопасности в зданиях судов и округов, защиту судей и присяжных, предотвращение нарушений общественного порядка и координацию с городскими полицейскими управлениями. Офисы шерифа также могут отвечать за безопасность в общественных местах и на мероприятиях.
Подчинённый шерифа офицеры называются заместителями (англ. deputies), и они обеспечивают соблюдение закона в соответствии с указаниями и приказами шерифа.

## Обзор

### Офисы шерифа
Правоохранительное учреждение, возглавляемое шерифом, чаще всего называют «Офисом шерифа», в то время как некоторые вместо этого называются «Департаментом шерифа». По данным Национальной ассоциации шерифов, американской правозащитной группы, по состоянию на 2015 год насчитывалось 3081 офис шерифа. Их численность варьируется от очень небольших (один или два человека) подразделений в малонаселённых сельских районах до крупных правоохранительных органов с полным спектром услуг, таких как Департамент шерифа округа Лос-Анджелес, который является крупнейшим управлением шерифа и седьмым по величине правоохранительным органом в Соединённых Штатах, насчитывающим 16 400 сотрудников и 400 резервных заместителей.
Штатный сотрудник управления шерифа обычно известен как заместитель шерифа, шерифский помощник или неофициально как заместитель. В небольшом управлении шерифа заместители подчиняются непосредственно шерифу. В крупных управлениях шерифа есть несколько рангов, аналогично полицейскому управлению. В Департаменте шерифа округа Лос-Анджелес работают тысячи штатных помощников шерифа, которые на восемь рангов ниже шерифа. Фактический заместитель шерифа обычно носит титул главного заместителя или заместителя шерифа. В некоторых округах заместитель шерифа является начальником окружной тюрьмы.

### Выборы
Из 50 штатов США в 48 есть шерифы. Двумя исключениями являются Аляска, в которой нет округов, и Коннектикут, который заменил своего шерифа округа системой с государственными и судебными приставами в 2000 году. в Вашингтоне, округ Колумбия, и пять территорий также не имеют уездные управы.
Шерифы избираются на четырёхлетний срок в 43 штатах, на двухлетний срок в Нью-Гэмпшире, на трёхлетний срок в Нью-Джерси и на шестилетний срок в Массачусетсе. Шерифы назначаются, а не избираются на Гавайях, Род-Айленде и небольшом количестве округов в других местах.
Во многих сельских районах Соединённых Штатов, особенно на Юге и Западе, шериф традиционно считается одним из наиболее влиятельных политических деятелей данного округа.
Исследования показывают, что шерифы имеют значительное преимущество на выборах. У действующего шерифа «вероятность победы на следующих выборах возрастает на 45 процентных пунктов, что намного превышает преимущества других местных отделений». По сравнению с назначенными начальниками полиции шерифы занимают свои должности в два раза дольше.

## Обязанности шерифа
Роль управления шерифа значительно варьируется от штата к штату и даже от округа к округу. Шерифы и их заместители являются приведёнными к присяге блюстителями порядка, наделёнными полномочиями производить аресты и предстать перед магистратом или судьёй, вручать ордера на арест или ордер на арест, а также выдавать штрафные санкции для поддержания порядка. Некоторые штаты распространяют эти полномочия на соседние округа или на весь штат.[цитирование] В небольшом офисе шерифа шериф, скорее всего, выполняет обязанности по поддержанию правопорядка так же, как обычный помощник шерифа или офицер полиции. В офисе шерифа среднего или крупного размера это встречается редко.
Многие управления шерифа также выполняют другие функции, такие как контроль дорожного движения, охрана животных, расследование несчастных случаев, убийств, наркотиков, перевозка заключённых, школьные помощники, поисково-спасательные работы и охрана здания суда. Более крупные департаменты могут проводить другие уголовные расследования или заниматься другой специализированной правоохранительной деятельностью.[Требуется цитирование] В распоряжении некоторых крупных департаментов шерифа может быть авиация (включая самолёты или вертолёты), мотоциклетные подразделения, подразделения К9, тактические подразделения, конные отряды или водные патрули.
В некоторых районах страны, таких как калифорнийский Сан-Бернардино, Риверсайд, Ориндж, Сьерра, Туларе, Вентура и другие округа, офис шерифа также выполняет функции офиса коронёра и занимается поиском умерших в пределах своего округа и проведением вскрытий. Должностное лицо, возглавляющее такие департаменты шерифа, обычно называется шериф-коронёр или sheriff / coroner, а сотрудники, выполняющие эту функцию в таких департаментах, обычно называются заместителями шерифа-коронёра или deputy coroner.
Многие департаменты шерифа прибегают к помощи местных жителей, используя стратегию общественной полицейской деятельности в целях предотвращения преступлений. Национальная программа «Соседский дозор», спонсируемая Национальной ассоциацией шерифов, позволяет гражданским лицам и сотрудникам правоохранительных органов сотрудничать в обеспечении безопасности населения.
Офисы шерифа могут сосуществовать с другими правоохранительными органами окружного уровня, такими как полиция округа или полиция парка округа.

## Категории служб шерифов
Службы шерифов делятся на три большие категории:
- Служба с ограниченным доступом — предоставляют основные услуги, связанные с судом, такие как содержание окружной тюрьмы, перевозка заключённых, обеспечение безопасности в здании суда и другие обязанности, связанные с обслуживанием процесса и повестками, которые выдаются судами округа и штата. Во многих юрисдикциях шериф также часто проводит публичные аукционы по продаже недвижимости с целью обращения взыскания на неё, а также часто уполномочен налагать арест на движимое имущество для удовлетворения судебного решения. В других юрисдикциях эти обязанности по гражданскому процессу выполняются другими должностными лицами, такими как маршал или констебль.
- Ограниченная служба — наряду с перечисленными выше, выполняют некоторые традиционные правоохранительные функции, такие как расследования и патрулирование. Обязанности полиции безопасности на территории округа (и других объектов по контракту) могут ограничиваться выполнением этих обязанностей в некорпоративных районах округа и некоторых инкорпорированных районах по контракту.
- Служба полного цикла — наиболее распространенный тип, обеспечивающий все традиционные правоохранительные функции, включая патрулирование по всему округу и расследования независимо от муниципальных границ.

Существует два федеральных эквивалента шерифа; первый — это Служба маршалов Соединенных Штатов, агентство Министерства юстиции. В Соединенных Штатах насчитывается 94 маршала, по одному на каждый федеральный судебный округ. Маршал США и его или ее заместители отвечают за транспортировку заключенных и безопасность в окружных судах Соединенных Штатов, а также издают и приводят в исполнение определенные гражданские процессы. Другой — маршал Верховного суда Соединенных Штатов, который выполняет все связанные с судом обязанности в Верховном суде Соединенных Штатов.

## Управление шерифа по штатам и округам

### Алабама
В штате Алабама шериф является выборным должностным лицом и главным сотрудником правоохранительных органов в любом конкретном округе. В каждом из 67 округов Алабамы есть по одному шерифу с различным количеством заместителей и различных сотрудников (обычно в зависимости от численности населения). Управление шерифа, как правило, предоставляет правоохранительные услуги некорпоративным городам в пределах границ округов.

### Аляска
Согласно Конституции штата, на Аляске не существует должности шерифа. Вместо этого функции, которые выполнялись бы шерифами уровня 48 и их заместителями (такие как гражданский процесс, охрана суда и перевозка заключенных), выполняются полицией штата Аляска и сотрудниками судебной службы ДПС Аляски, которые являются эквивалентом судебных приставов в юрисдикциях уровня 48. Офицеры AJS носят форму, похожую на форму солдат, и сотрудников окружных судов по всему штату, но не магистратских судов. Их статус блюстителя порядка ограничен зданиями судов и при перевозке заключенных под стражей. Кроме того, без окружных тюрем Департамент полиции Аляски Служба исправительных учреждений управляет региональными тюрьмами, в которых есть отдельные «досудебные отделения» для мужчин и женщин, в которых содержатся невиновные с юридической точки зрения заключенные, находящиеся в предварительном заключении, отдельно от осужденных, отбывающих наказание, назначенное судом после вынесения обвинительного приговора. Следственные изоляторы являются эквивалентом тюрем 48-го округа АК. Это однозначно делает сотрудников ДОКА АК одновременно и сотрудниками исправительных учреждений, и тюремщиками. В следственных изоляторах содержатся лица, которым официально предъявлены обвинения в преступлениях и которые заключены под стражу до суда, в отличие от традиционных тюрем для лиц, осужденных и приговоренных к лишению свободы.

### Аризона
В Аризоне шериф — это главный сотрудник правоохранительных органов одного из 15 округов штата с различным количеством заместителей и разнообразным персоналом (обычно в зависимости от численности населения). Конституционный чиновник, специально учрежденный Конституцией Аризоны, шериф, возглавляющий офис шерифа (вместо этого в округе Пима используется термин «департамент шерифа»), обычно предоставляет правоохранительные услуги некорпоративным городам в пределах своего округа, содержит окружную тюрьму и осуществляет все процессуальные функции для отделения Высшего суда этого округа. Кроме того, многие управления шерифа имеют соглашения с Департаментом исправительных учреждений Аризоны (ADC) и местными полицейскими управлениями о перевозке и содержании заключенных. После вынесения приговора многие осужденные передаются в АДЦ для отбывания наказания, но так было не всегда.
Аризона уникальна тем, что многие управления шерифа сформировали полупостоянные отряды, которые при различных обстоятельствах могут использоваться в качестве резерва основных сил, а не исключительно для розыска скрывающихся от правосудия, как исторически ассоциируется с этим термином.
Управление шерифа округа Марикопа (MCSO) — крупнейшее управление шерифа в Аризоне, насчитывающее 575 приведенных к присяге офицеров и 2735 гражданских лиц и сотрудников следственных изоляторов по состоянию на 2017 год. MCSO возглавляет шериф Пол Пензоне.

### Арканзас
В Арканзасе шерифы и их заместители являются полноправными блюстителями порядка с юрисдикцией на территории всего округа и, таким образом, могут законно осуществлять свои полномочия в некорпоративных и инкорпорированных районах округа. Согласно законодательству штата, шерифы и их заместители, а также все другие сотрудники правоохранительных органов и блюстители порядка находятся на дежурстве 24 часа в сутки, что означает, что они могут производить аресты с ордером или без него (при условии, что арест без ордера является результатом нарушения закона, совершенного в их присутствии или на виду).
В обязанности шерифа штата Арканзас обычно входит предоставление жителям правоохранительных услуг, управление окружными тюрьмами и предоставление судебных приставов для окружных, окружных, окружных и других судов на территории округа. По законам штата Арканзас шериф является главным должностным лицом правоохранительных органов округа. В штате Арканзас насчитывается 75 окружных шерифов, по одному на каждый округ, независимо от численности его населения.
За очень ограниченными исключениями, шерифы и их заместители могут осуществлять свои официальные полномочия только в пределах географических границ своего конкретного округа.
Должность шерифа была учреждена конституцией штата, и за 100 лет она существенно не менялась.
Шерифы в Арканзасе избираются гражданами своего округа по четным числам на четырехлетний срок в соответствии с конституцией штата. Шерифы полагаются на законодательный орган округа, известный как «Суд кворума», при выделении средств и утверждении годового операционного бюджета. Однако при всех других обстоятельствах шериф полностью независим в управлении своей выборной должностью и не подчиняется никакому другому выборному должностному лицу округа или органу.[требуется цитирование]
Согласно законодательству штата Арканзас, шериф не может проводить кампанию за переизбрание, нося значок, принадлежащий округу.

### Калифорния
В Калифорнии шериф является выборным должностным лицом и главным сотрудником правоохранительных органов в любом конкретном округе. Департамент шерифа каждого округа осуществляет надзор за некорпоративными районами (районами округа, которые не входят в юрисдикцию полицейского управления инкорпорированного муниципалитета). Таким образом, шериф и его или ее заместители в сельских районах и некорпоративных муниципалитетах приравниваются к полицейским в городах. Департамент шерифа может также предоставлять полицейские услуги городам, включенным в состав штата, по контракту (см. контрактный город). Департаменты шерифа в Калифорнии также отвечают за соблюдение уголовного законодательства на землях племен коренных американцев, как предписано Публичным законом 280, который был принят в 1953 году. Закон передал ответственность за обеспечение соблюдения уголовного законодательства на землях племен от федерального правительства правительствам отдельных штатов.
Все блюстители порядка Калифорнии могут осуществлять свои полицейские полномочия в любой точке штата, при исполнении служебных обязанностей или вне их, независимо от границ округа или муниципалитета, таким образом, калифорнийские шерифы и их заместители обладают всеми полицейскими полномочиями в инкорпорированных и некорпоративных муниципалитетах, за пределами своих округов, а также на автострадах штата и между штатами.
До 2000 года в большинстве (но не во всех) из 58 округов Калифорнии были должности констебля или маршала. Констебль или маршал отвечал за предоставление судебных приставов муниципальным судам и судам общей юрисдикции, а также за ведение уголовных и гражданских процессов. Во время реорганизации судебной системы штата в начале первого десятилетия 21 века роли констебля, маршала и шерифа были объединены, так что калифорнийские шерифы взяли на себя обязанности большинства маршалов, а должность констебля была упразднена. Управления маршалов продолжали существовать только в трех округах — Шаста, Тринити и Сан-Бенито, — где они выполняют все функции по обеспечению безопасности судов и выдаче ордеров.

##### Округ Лос-Анджелес
Департамент шерифа округа Лос-Анджелес (LASD) обслуживает округ Лос-Анджелес, Калифорния. Насчитывая более 18 000 сотрудников, это крупнейший департамент шерифа в Соединенных Штатах, который обеспечивает охрану правопорядка общего назначения в некорпоративных районах округа Лос-Анджелес, являясь эквивалентом городской полиции для некорпоративных районов округа, а также инкорпорированных городов в пределах округа, которые заключили контракт с агентством правоохранительных служб (на местном жаргоне известных как «города-контрактники»). Он также обладает первичной юрисдикцией над объектами, находящимися в ведении округа Лос-Анджелес, такими как местные парки, пристани для яхт и правительственные здания; предоставляет услуги маршалов для Высшего суда Калифорнии, округ Лос-Анджелес; управляет системой окружных тюрем; и предоставляет такие услуги, как лаборатории и академическое обучение для небольших правоохранительных органов округа.

##### Сан-Франциско
Поскольку город и округ Сан-Франциско являются консолидированными — единственными консолидированными городом и округом в Калифорнии, — исторически шериф Сан-Франциско обладал правоохранительными полномочиями. Однако, поскольку Департамент полиции Сан-Франциско обеспечивает общую полицейскую службу города, Департамент шерифа выполняет судебные функции, укомплектовывает тюрьму персоналом и предоставляет правоохранительные услуги городским учреждениям, таким как мэрия Сан-Франциско и больница общего профиля Сан-Франциско. Помощники шерифа Сан-Франциско поддерживают полицию Сан-Франциско по мере необходимости, а также производят аресты за нарушения уголовного законодательства и правил дорожного движения при исполнении своих обязанностей. Росс Миркарими — бывший шериф Сан-Франциско.

### штат Колорадо

##### Денвер
Департамент шерифа Денвера содержит исправительные учреждения округа, а также выполняет судебные функции. За обеспечение правопорядка и расследования отвечает Департамент полиции Денвера. Шериф Денвера назначается мэром и является приведенным к присяге главой департамента шерифа. В Денвере были заместители шерифа с момента основания города и округа Денвер в 1902 году, однако нынешняя организация Департамента шерифа Денвера была создана только в 1969 году, объединив все функции шерифа в рамках единой структуры управления.
Шериф Денвера, наряду с шерифом Брумфилда, является аномалией в штате. В любом другом округе шериф является выборным должностным лицом и главным сотрудником правоохранительных органов своего округа.

##### Брумфилд
Шериф Брумфилда назначается, как и шериф Денвера. В отличие от Денвера, шериф Брумфилда одновременно является начальником полиции, а полицейские одновременно являются заместителями шерифа. Департамент полиции выполняет все обязанности, обычно выполняемые окружным управлением шерифа, такие как управление окружной тюрьмой (центром содержания под стражей), гражданским процессом и службами безопасности / судебными приставами муниципальных, окружных судов и здания объединенного суда Брумфилда.

### Коннектикут
Штат Коннектикут упразднил окружных шерифов в 2000 году Государственным актом 00-01. Все заместители по гражданскому процессу были приведены к присяге в качестве маршалов штата Коннектикут, а заместители по особым делам по уголовным делам были приведены к присяге в качестве судебного маршала Коннектикута. Констебли остаются муниципальными служащими, подчиняющимися своему соответствующему городу. В нескольких городах есть местные шерифы, которые в основном выполняют служебные обязанности и могут выступать в качестве сержанта по вооружению на городских собраниях. До упразднения шерифов округов в 2000 году обязанности шерифов в Коннектикуте ограничивались обслуживанием процессов, судебными приставами и исполнением ордеров на обыск и арест. Другие обязанности правоохранительных органов, такие как реагирование на чрезвычайные ситуации, патрулирование дорог и обеспечение дорожного движения, а также поддержание общественного порядка, были возложены на муниципальные полицейские управления или констеблей или полицию штата Коннектикут в тех местах, где не существует местных полицейских управлений.

##### Делавэр
Первая конституция штата Делавэр в 1776 году наделила шерифа полномочиями блюстителя мира в графстве, в котором он проживает, будь то Нью-Касл, Кент или Сассекс. Шериф избирался и до сих пор избирается гражданами каждого округа на всеобщих выборах сроком на четыре года. Согласно разделу 10 главы 21 Кодекса штата Делавэр, шериф является судебным исполнителем. В обязанности входят обработка распоряжений судебной системы; вызов следователей, присяжных заседателей и свидетелей в суды; а также проведение исполнительных действий в отношении личного имущества и недвижимости. Окружные шерифы и их регулярно назначаемые заместители также берут под стражу лиц, не находящихся в заключении, сразу после осуждения за преступление, влекущее за собой лишение свободы, и препровождают их в соответствующее исправительное учреждение для отбывания наказания. Окружные шерифы и их заместители не занимаются обычной правоохранительной деятельностью; их основная роль заключается в предоставлении услуг по обеспечению соблюдения законов в судах. Типичные правоохранительные действия, такие как обеспечение соблюдения законов о транспортных средствах, расследование преступлений и обычное полицейское патрулирование, осуществляются полицейскими силами штатов, округов и муниципалитетов (поселков).
«Шерифы штата Делавэр с 1897 года не имеют полномочий на арест и вместо этого действуют как министерские чиновники, разносящие повестки и другие бумаги для судов».
Ограничение полномочий шерифов округа Делавэр было предметом споров на протяжении многих лет.

##### Округ Колумбия
В округе Колумбия нет назначаемого или избираемого шерифа, поскольку он, как федеральный округ, находится в уникальном и сложном положении по сравнению с другими юрисдикциями Соединенных Штатов. Поскольку окружное правительство является одновременно учреждением федерального правительства и должным образом избранным местным правительством в соответствии с Законом о самоуправлении Округа Колумбия 1973 года, существует множество функций, которые обычно были бы зарезервированы за Офисом шерифа, но вместо этого делегируются различным другим агентствам. Служба маршалов Соединенных Штатов, являясь агентом федерального правительства, официально ведет большинство судебных и гражданских процессов в округе Колумбия, в то время как Полицейское управление Службы охраны округа Колумбия (PSPD) выполняет многие другие функции, обычно возлагаемые на Офис шерифа от имени избранного местного правительства.

### Флорида
Шерифы Флориды являются одной из немногих «конституционных» должностей Флориды; то есть эта должность была учреждена как часть конституции штата Флорида, которая определяет их полномочия и предусматривает, что они избираются общим голосованием. Они являются главными сотрудниками правоохранительных органов в своих соответствующих округах.[требуется цитирование] Управление шерифа отвечает за обеспечение правопорядка, исправительные учреждения и судебные службы на территории округа. Хотя управление шерифа каждого округа является независимым агентством, все они носят форму «зеленого шерифа Флориды» с аналогичными значками и нашивками и водят транспортные средства с зеленым и золотым узором, как предписано Законами штата Флорида, за исключением Дюваля и Майами-Дейд. В округе Кольер также не носят зеленую форму; они носят серую форму с зелеными вставками.

##### Округ Майами-Дейд
В округе Майами-Дейд (бывший округ Дейд) два директора назначаются окружной комиссией. В округе Майами-Дейд обязанности двух назначенных директоров распределены следующим образом:
- Один директор одновременно является директором специального подразделения "METRO" и директором общественной безопасности. Директор общественной безопасности является начальником полицейского управления Майами-Дейд (отделено от полицейского управления города Майами).
- Другой директор служит в управлении исправительных учреждений (в Департаменте исправительных учреждений Майами-Дейд) и отвечает за уход и опеку над заключенными.

#### Округ Дюраль
После консолидации правительств округа Дюваль и города Джексонвилл в 1968 году Департамент шерифа округа Дюваль и полицейское управление Джексонвилла были объединены в единое правоохранительное учреждение под названием Офис шерифа Джексонвилла (JSO). Под командованием избранного шерифа округа Дюваль и назначенного высшего персонала, его 1675 приведенных к присяге членов именуются «офицерами полиции», а не заместителями. Все сотрудники полиции ОСО также являются заместителями шерифов для выполнения обязанностей, которые Флорида разрешает выполнять исключительно «шерифам и их заместителям», таких как вручение ордеров. Аналогичным образом, 800 сотрудников Департамента исправительных учреждений ОСО являются «сотрудниками исправительных учреждений». Т. К. Уотерс — нынешний шериф.
Униформа полиции и исправительных учреждений ОГО темно-темно-синего цвета с серебряными нашивками для сотрудников полиции и исправительных учреждений и золотыми для надзорного и командного персонала. Маркированные автомобили JSO белого цвета с широкой золотой полосой по бокам, с надписью «SHERIFF» темно-синего цвета на каждой задней панели и надписью «POLICE» темно-синего цвета на задней части автомобиля. В 2007 году по количеству приведенных к присяге офицеров ОСО было 25-м по величине местным полицейским ведомством в США и вторым по величине в штате Флорида.

##### Округ Бровар
В настоящее время офисом шерифа Броварда руководит шериф Грегори Тони. В апреле 2020 года Ассоциация заместителей шерифа Броварда — подразделение Международного союза полицейских ассоциаций, насчитывающее 1400 членов, — объявила о вотуме недоверия своим сотрудникам Тони. В июне 2020 года профсоюз написал губернатору Десантису с официальной просьбой отстранить Тони от должности.
У шерифа есть заместитель и несколько окружных начальников, также называемых окружными командирами. Эти люди обычно носят звание «капитан». Это правоохранительное учреждение с полным спектром услуг. Офис шерифа Броварда (BSO) также руководит и контролирует пожарно-спасательные операции в округе, именуемые Broward County Fire Rescue (BSO или County Fire Rescue). Надзор за работой пожарно-спасательного подразделения Скорой медицинской помощи осуществляют начальник пожарной охраны и несколько заместителей начальника. BSO Fire Rescue обслуживает некорпоративные районы округа, а также муниципалитеты по контракту с пожарно-спасательными службами. BSO также эксплуатирует несколько вертолетов двойного назначения. Каждый вертолет предназначен для выполнения обязанностей по поддержанию правопорядка, а также для медицинской эвакуации (MEDEVAC); на вертолетах работают как присяжные помощники шерифа, так и бортпроводница или летный медик. В BSO также есть профессиональный морской патруль, автомобильный (велосипедный) патруль и конный (конный) патруль. Офис шерифа Броварда также передает свои правоохранительные функции муниципалитетам, в которых либо нет местного полицейского управления, либо местное полицейское управление расформировано для включения в состав BSO.

##### Округ Ориндж
Офис шерифа округа Ориндж является главным правоохранительным органом в округе Ориндж, штат Флорида. Управление большое, с бюджетом более 300 миллионов долларов и более чем 2700 присяжными и гражданскими сотрудниками. Нынешний шериф Джон Мина был избран на внеочередных выборах 2018 года и является главным сотрудником правоохранительных органов округа Ориндж, ответственным за безопасность более миллиона жителей и более 72 миллионов туристов, которые ежегодно посещают округ Ориндж.

### Джорджия
Шерифы, его или ее заместители и любой другой уполномоченный штата блюститель порядка могут произвести арест при исполнении служебных обязанностей или вне их только после заявления о том, что они являются блюстителями порядка в штате Джорджия. Шерифы в Джорджии являются одними из пяти должностных лиц округа, перечисленных в конституции штата. Статья IX, раздел I конституции определяет, что шерифы «избираются квалифицированными избирателями своих соответствующих округов сроком на четыре года и должны обладать такой квалификацией, полномочиями и обязанностями, которые предусмотрены общим правом». Однако несколько столичных округов решили сформировать окружную полицию для выполнения правоохранительных функций, оставив функции суда за шерифом. В других странах также есть окружной маршал, который обеспечивает соблюдение гражданского законодательства. Даже в случае с другими учреждениями в том же округе, такими как окружная полиция, шериф является главным сотрудником правоохранительных органов каждого округа. Все сотрудники правоохранительных органов Джорджии обладают юрисдикцией по всему штату, если преступление совершено в их непосредственном присутствии, но шерифы обладают юрисдикцией по всему штату также, если преступление совершено в их округе[требуется цитирование]. Это означает, что если кто-то нарушает закон в одном округе и скрывается в другом, шериф может отправиться в любую точку штата, чтобы расследовать преступление, произвести арест и доставить обвиняемого обратно в исходный округ.
Большинство квалификаций, полномочий и обязанностей шерифа в Джорджии подробно описаны в разделе 15 главы 16 закона штата. Среди прочего, закон гласит, что «шериф является основным сотрудником правоохранительных органов нескольких округов этого штата». В разделе 10 четко указано, что шериф обладает такой же властью в муниципалитетах, как и в некорпоративных районах своего округа, хотя многие шерифы воздерживаются от выполнения стандартных правоохранительных функций в муниципалитетах, имеющих собственное полицейское управление, за исключением случаев, когда их специально просят об этом или требуют сделать это для выполнения других положений законодательства штата.
Помимо поддержания правопорядка, шерифы или их заместители выполняют и возвращают все процессы и постановления судов; принимают, перевозят и содержат под стражей заключенных лиц для суда; посещают место или места проведения выборов; содержат все здания судов, тюрьмы, общественные территории и другую собственность округа; ведут реестр всех торговцев драгоценными металлами; обеспечивают сбор налогов, которые могут причитаться штату; а также выполняют множество других обязанностей.
Должность шерифа в Джорджии существовала в колониальные времена и была включена в первую официальную конституцию Джорджии в 1777 году. Нет ограничений на количество сроков, которые может занимать шериф. Раздел 40 раздела 15 главы 16 закона Джорджии определяет, что по достижении 75-летнего возраста шериф, занимавший эту должность 45 или более лет, автоматически занимает почетную должность почетного шерифа штата Джорджия.
В столичных округах обязанности шерифа изменились с того, что он является единственным должностным лицом правоохранительных органов в своих округах, на выполнение только традиционных функций, связанных с судом, но с широким кругом обязанностей в координации с окружным полицейским управлением в пригородах столицы штата и крупных городах. Когда были сформированы эти окружные полицейские управления, они взяли на себя обязанности по патрулированию, расследованию, борьбе с преступностью и обеспечению безопасности на транспорте.
Есть два округа Джорджии, где полицейское управление в центре округа и местное управление шерифа объединили большую часть своих общих операций: управление шерифа округа Мейкон-Бибб и Управление шерифа округа Огаста-Ричмонд.

### Гавайи
На Гавайях есть два шерифа с очень разными функциями и юрисдикциями:
- Управление шерифа подчиняется отделу шерифа Гавайского департамента общественной безопасности. Это функциональный эквивалент департамента полиции штата, отличающийся тем, что Гавайи являются единственным штатом США, не имеющим официального названия департамента полиции штата, и одним из двух с Департаментом шерифа по всему штату (другим является Род-Айленд). Хотя юрисдикция Отдела шерифа охватывает весь штат, его основными функциями являются защита судебной и исполнительной власти, безопасность в Капитолии штата Гавайи, обеспечение правопорядка в аэропортах Гавайев, борьба с наркотиками, перевозка заключенных, обработка и вручение судебных постановлений и ордеров, а также патрулирование определенных дорог и водных путей совместно с другими государственными учреждениями.
- Шериф округа Калавао, Гавайи, расположенного на полуострове Калаупапа на северном побережье острова Молокаи и самого маленького округа США, выбирается из числа 86 местных жителей (общая численность населения 86 человек по оценке Бюро переписи населения США за 2019 год) Департаментом здравоохранения Гавайев, который управляет округом. Шериф является единственным государственным служащим округа.

### Айдахо
Штат Айдахо состоит из 44 округов. В каждом округе штата Айдахо есть выборная должность шерифа, который является высшим правоохранительным органом округа. Должность шерифа избирается сроком на 4 года.

### Иллинойс
В Иллинойсе шериф является высшим правоохранительным органом в каждом округе; однако объединенные муниципалитеты, независимо от их размеров, несут основную ответственность за обеспечение правопорядка в пределах своей юрисдикции. Таким образом, отделения шерифов обычно концентрируют свои полицейские функции на некорпоративных территориях. Кроме того, многие небольшие муниципалитеты платят управлению шерифа часть своих средств на поддержание правопорядка за то, чтобы шериф выполнял функции основного правоохранительного органа: обычно либо на ночь, что позволяет местному полицейскому управлению работать с местными офицерами в течение дня; либо на полный рабочий день, избавляя деревню от необходимости иметь собственное полицейское управление.
Помимо обеспечения полицейской деятельности, офис шерифа контролирует окружную тюрьму, охраняет здание суда, действует как сервер обработки судебных документов, таких как повестки, и осуществляет надзор за выселениями, даже внутри муниципалитетов с их собственными полицейскими силами.

#### Округ Кук
Управление шерифа округа Кук является вторым по величине в Соединенных Штатах и насчитывает более 6900 сотрудников. Из-за своего размера Управление шерифа округа Кук делит свою деятельность по задачам на 8 департаментов, наиболее узнаваемым из которых является Департамент судебных служб шерифа округа Кук. Гораздо меньшее по размеру полицейское управление шерифа округа Кук предоставляет традиционные полицейские услуги в Некорпоративном округе Кук, в то время как Департамент исправительных учреждений управляет Департаментом исправительных учреждений округа Кук.
Все заместители шерифа округа Кук являются приведенными к присяге и сертифицированными государством блюстителями порядка, обладающими полицейскими полномочиями, независимо от их конкретной должности или звания. Как и другие департаменты шерифов в Иллинойсе, шериф может выполнять все традиционные правоохранительные функции, включая патрулирование по всему округу и расследования независимо от муниципальных границ, даже в городе Чикаго, но традиционно свои функции полицейского патрулирования ограничивал некорпоративными районами округа, поскольку некорпоративные районы являются основной юрисдикцией Департамента шерифа в Иллинойсе.
Патрульные службы полиции шерифа часто не требуются в крупных городах, поскольку в таких городах, как Чикаго, созданы свои собственные полицейские управления. Полицейское управление шерифа численностью 500—600 человек не располагало бы персоналом, необходимым для оказания полноценной полицейской службы во всех инкорпорированных районах округа Кук, особенно в таком муниципалитете, как Чикаго.
Заместители шерифа, помимо полиции шерифа, предоставляют другие услуги шерифа, такие как охрана различных зданий суда в округе Кук, управление и охрана тюрьмы округа Кук, рассчитанной на 9800 заключенных, и надзор за другими программами реабилитации правонарушителей.

### Штат Индиана
В Индиане шерифы округов избираются на должность и согласно конституции штата могут занимать ее не более двух четырехлетних сроков подряд. Шерифы штата Индиана уполномочены производить арест лиц, совершивших правонарушение, находящееся в поле зрения шерифа, и доставлять их в суд округа, обладающий юрисдикцией, и содержать их под стражей до выяснения причин ареста. Они обладают общими полномочиями пресекать нарушения общественного порядка, при необходимости призывая на помощь шерифу власти округа; преследовать и сажать в тюрьму преступников; обслуживать и осуществлять судебный процесс; посещать и поддерживать порядок во всех судах округа; заботиться о тюрьме округа и находящихся там заключенных; фотографировать, снимать отпечатки пальцев и другие идентификационные данные у лиц, взятых под стражу за тяжкие преступления или проступки, в соответствии с указаниями шерифа. Они обязаны предоставлять в государственный департамент исправительных учреждений отчет о расходах на содержание заключенных в округе.
Несколько необычно среди государств, Индиана шерифы получают зарплату из которых они должны кормить заключенных в окружных тюрьмах в их оплаты. Они должны отчитываться за деньги, которые они тратят на питание заключенных; соглашение многих округов с департаментом шерифа позволяет избранному шерифу распоряжаться оставшимися средствами, что противоречит законодательству штата. В результате во многих округах Индианы должность шерифа является одной из наиболее прибыльных среди выборных должностных лиц, а выборы шерифа часто проходят в условиях ожесточенной борьбы и привлекают большее число кандидатов, чем большинство выборных должностей в других округах.
Шерифы штата Индиана могут также назначать специальных заместителей для выполнения функций частной полиции безопасности для предприятий. Эти специальные заместители наделены полномочиями только в течение срока своей службы и не имеют никаких полицейских полномочий, когда не работают активно. Назначаемые специальные заместители, работающие в Департаменте шерифа или других муниципальных или правительственных учреждениях, ограничены только любыми письменными ограничениями и особыми требованиями, налагаемыми шерифом и подписанными Специальным заместителем
Кроме того, Верховный суд штата Индиана назначает шерифа для обеспечения безопасности судебной системы и судебных помещений. Шериф Верховного суда также выполняет документы и распоряжения суда.
Офис шерифа округа Элкхарт был первым офисом шерифа в стране, получившим аккредитацию через CALEA. (Комиссия по аккредитации правоохранительных органов)
Согласно соглашению между мэром Индианаполиса Бартом Питерсоном и шерифом округа Марион Фрэнком Дж. Андерсоном, шериф отвечал за надзор за департаментом столичной полиции Индианаполиса после создания департамента в январе 2007 года, пока соглашение не было расторгнуто преемником Питерсона на посту мэра, Грегом Баллардом, вступившим в силу 29 февраля 2008 года.

### Штат Айова
В штате Айова насчитывается 99 шерифов; по одному на каждый округ. Шерифы избираются сроком на четыре года без ограничения срока полномочий.
Офисы шерифа в штате Айова выполняют множество функций: Патрулирование — наиболее заметная служба, обеспечивающая общественную безопасность и соблюдение правил дорожного движения; Тюрьма — согласно законодательству штата Айова, шериф отвечает за функционирование окружной тюрьмы. В эти обязанности входит перевозка заключенных, охрана тюремных помещений, а в некоторых округах — охрана здания окружного суда; Гражданская — согласно законодательству штата Айова, шериф отвечает за гражданский процесс, который включает вручение юридических документов из суда и проведение выселений, продаж и других гражданских обязанностей, связанных с этим; и детективная — которая расследует преступления и проводит последующие мероприятия по делам.
Хотя основной обязанностью Управления шерифа является обеспечение правоохранительной защиты некорпоративных и сельских районов округа, большинство управлений шерифа заключают контракты на оказание правоохранительных услуг небольшим инкорпорированным общинам, в которых нет собственного полицейского управления.
Шериф должен быть сертифицированным блюстителем порядка в Академии правоохранительных органов штата Айова, как того требует глава 80B Кодекса штата Айова, или должен пройти базовый курс подготовки в течение одного года после вступления в должность. На заместителей шерифа штата Айова распространяется закон о государственной службе, который гарантирует, что по истечении испытательного срока они будут отстранены от должности только по уважительной причине. Заместители шерифа должны закончить государственную академию правоохранительных органов в течение первого года работы.
В соответствии с законодательством штата Ассоциация шерифов и депутатов штата Айова устанавливает стандарты униформы и транспортных средств для всех 99 округов. Таким образом, вся униформа и графические изображения патрульных машин одинаковы для каждого из 99 отделений шерифа по всей Айове, за исключением названия соответствующего округа, отображаемого на их значках, нашивках на форме и маркировке транспортных средств. Номера значков шерифов и помощников шерифа состоят из префиксного номера, который представляет номер округа, за которым следует число от одной до трех цифр, представляющее номер шерифа или заместителя в данном конкретном офисе. Номер значка шерифа в каждом округе всегда равен #1. Таким образом, у шерифа округа Бремер должен быть идентификационный номер 9-1 (9 — номер округа Бремер, а 1 — номер шерифа).

### Канзас
Шерифы — это выборные должностные лица в своих округах. Они избираются на четырехлетний срок между выборами. В Канзасе 105 округов, но только 104 шерифа. В 1970-х годах в округе Райли произошло объединение полицейских управлений внутри округа и было создано полицейское управление округа Райли. RCPD возглавляет директор, которого нанимает полицейское управление. В округе Райли любые обязанности, которые мог бы выполнять шериф округа, выполняет полиция округа Колумбия. Небольшое количество шерифов в Канзасе предоставляют свои полицейские услуги по контракту городам в пределах своих округов, которые не желают управлять собственными полицейскими управлениями.

### Кентукки
Шерифы в Кентукки избираются сроком на четыре года и не ограничены по срокам полномочий. Шерифы и помощники шерифа в штате Кентукки имеют право патрулировать, а также производить аресты во всех районах своего конкретного округа, включая объединенные города. Однако большинство шерифов предпочитают патрулировать объединенные города либо только по просьбе городских властей, либо в случае серьезной чрезвычайной ситуации. Заместители шерифа будут совместно патрулировать некорпоративные районы своего округа с полицией штата Кентукки. Кроме того, шерифы в штате Кентукки отвечают за безопасность судов, вручение судебных документов и транспортировку заключенных. Они также отвечают за сбор налогов на недвижимость и материальное имущество. Кроме того, закон штата Кентукки гласит, что только окружной коронер, также избранный блюститель порядка, может обратиться к действующему шерифу в уголовный суд штата или поместить его / ее под арест (однако любой блюститель порядка может арестовать коронера).
Одно из основных различий между шерифами Кентукки и шерифами других штатов заключается в том, что в большинстве округов штата Кентукки шерифы не управляют окружными тюрьмами. Окружные тюрьмы управляются отдельным выборным должностным лицом, называемым тюремщиком, который имеет право нанимать заместителей тюремщиков. Однако тюремщик может попросить офис шерифа оказать помощь в обеспечении безопасности тюрьмы в случае чрезвычайной ситуации. Единственное исключение составляют округа, содержащие первоклассные города, или округа с консолидированными городскими / окружными властями, которые могут объединить свои должности шерифа и тюремщика и сохранить должность шерифа для выполнения обеих функций. В таких случаях шериф может передать ответственность за содержание тюрьмы обратно в ведение округа или консолидированного правительства. Так обстоит дело в округе Джефферсон и округе Файет, которые являются единственными округами с городами первого класса (Луисвилл и Лексингтон соответственно) и единственными округами с объединенными городскими / окружными органами власти.
Заместители шерифа, как и сотрудники муниципальной полиции, должны пройти подготовку и получить сертификат блюстителя порядка в Учебном центре правоохранительных органов при Кабинете правосудия и общественной безопасности штата Кентукки при Университете Восточного Кентукки в Ричмонде, если только они ранее не закончили другую признанную полицейскую академию. Чтобы поддерживать сертификацию, все сертифицированные блюстители порядка должны ежегодно проходить сорокачасовое обучение без отрыва от работы. Однако сами шерифы не обязаны проходить обучение и сертификацию, поскольку требования к должности шерифа описаны в Конституции штата Кентукки, а не в Пересмотренном Уставе штата Кентукки. Однако многие шерифы предпочитают проходить эту подготовку, если они не проходили ее в качестве сотрудника правоохранительных органов до своего избрания.

### Луизиана
Конституция Луизианы устанавливает должность шерифа в каждом округе, каждый из которых избирается сроком на четыре года (Конст. Статья V, § 27). Шериф является главным сотрудником правоохранительных органов в округе и обладает как уголовной, так и гражданской юрисдикцией. Шериф руководит всеми уголовными расследованиями и несет ответственность за выполнение судебных постановлений и процессуальных действий. Шериф является сборщиком адвалорных налогов и других сборов и лицензионных платежей в соответствии с законом, а также смотрителем общественной тюрьмы в округе. Статья V, раздел 32 предусматривает должности гражданского и уголовного шерифов в округе Орлеан. Штат и местное самоуправление Луизианы, глава 3 Местное самоуправление, часть II. Конституционные должности. Эта должность настолько могущественна, что Гарри Ли, семь раз избиравшийся шерифом округа Джефферсон и глава мощной политической машины южной Луизианы, сказал: «Зачем мне быть губернатором, когда я могу быть королем?»

#### Орлеанский приход
В приходе Орлеан теперь есть один шериф Марлин Н. Гусман, а Офис шерифа нового Орлеана объединяет следующие два офиса в один офис в соответствии с пересмотренным статутом Луизианы 33:1500,. Этот статут требовал, чтобы отделения уголовного и гражданского шерифов округа Орлеан были объединены в одно управление к 2010 году в результате принятия закона об объединении уголовного и гражданского судов в один объединенный окружной суд, как и во всех других приходах Луизианы.
- Уголовный шериф управляет приходской тюрьмой Орлеана; а также обеспечивает безопасность, обслуживает процесс и выполняет правоприменительные функции окружного суда по уголовным делам. Помощники шерифа являются уполномоченными государством блюстителями порядка и уполномочены обеспечивать соблюдение всех законов штата и приходских таинств. Кроме того, Уголовный шериф управляет поисково-спасательным подразделением для морских операций, входящим в состав Отдела специальных операций.
- Гражданский шериф, согласно пересмотренному статуту Луизианы 13: 1311, "… и констеблям Первого и Второго городских судов Нового Орлеана и их заместителям, настоящим предоставляются полномочия блюстителей порядка при исполнении обязанностей суда, и они уполномочены требовать заключения соответствующего лица в любую из городских, приходских или государственных тюрем, участковых участков или домов предварительного заключения в приходе Орлеан. Они освобождаются от ответственности за свои действия при осуществлении этих полномочий таким же образом, как ответственность обычно исключается для блюстителей порядка этого штата и политических подразделений ".

### Штат Мэн
Шестнадцать округов штата Мэн избирают одного шерифа каждые четыре года на партийных выборах. Каждый шериф является главным должностным лицом правоохранительных органов своего округа.
В обязанности управления шерифа входят исправительные учреждения, служба процесса и патрулирование. Шериф управляет окружными тюрьмами и перевозит заключенных. Управление шерифа обеспечивает полицейское патрулирование, реагирует на призывы о помощи и предоставляет следственные услуги в городах, недостаточно крупных для содержания собственных полицейских управлений. Некоторые города могут заключать контракты с Департаментом шерифа на дополнительное или более интенсивное освещение событий, чем обычно выделяется. Департамент шерифа и полиция штата Мэн совместно выполняют патрульные и следственные функции в городах, где нет полицейских управлений. Шериф и его заместители обладают всей полнотой полицейских полномочий в пределах своих соответствующих округов. В штате Мэн существует только 2 ранга: заместитель и шериф.